# Vardan II Mamiconio

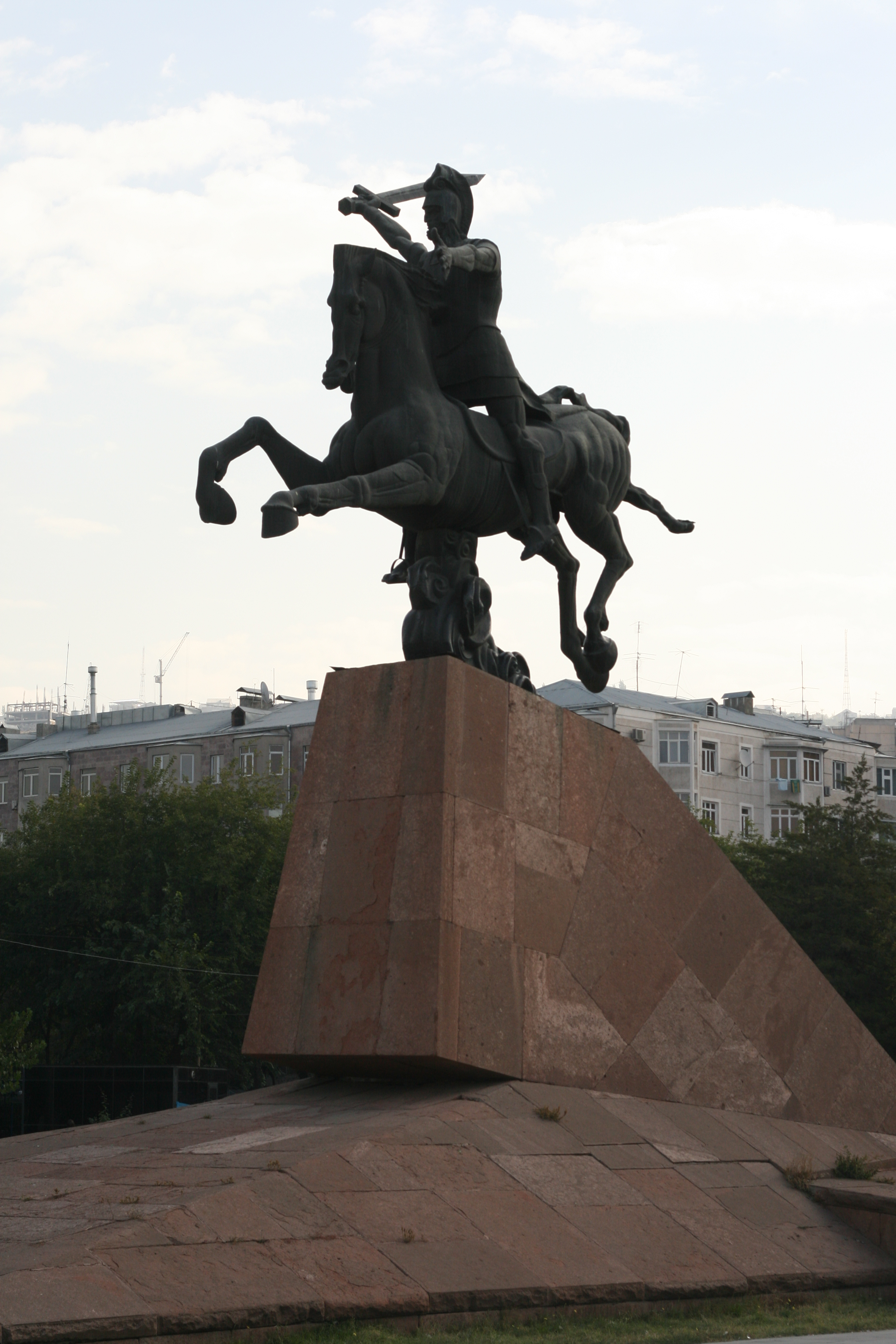
Estatua de Vardán Mamiconio en Ereván.

Vardán II Mamiconio o Vartán II Mamigonio (en armenio: Վարդ Բ Մամիկոնյան; Artashat, 387–Vaspurakán, 26 de mayo de 451), también conocido como Vardán Mamikonián, fue un jefe militar armenio, además de mártir y santo de la Iglesia apostólica armenia. 
Es especialmente conocido por su coraje y liderazgo militar en la batalla de Avarayr en 451, donde aunque los persas sasánidas salieron victoriosos en el campo de batalla, los armenios pudieron consolidar una estrategia que finalmente aseguraría el derecho de su pueblo a practicar el cristianismo. La Iglesia católica conmemora su festividad el 5 de agosto.

## Biografía
Vardán era miembro de la familia Mamiconio una de las principales familias nobles de Armenia (conocidos como najarars). Nació en el 387 en Artashat (Artaxata) en la región de Taron, al norte de la ciudad de Moosh, Hijo de Hamazasp Mamiconio (armenio: Համազասպ Մամիկոնյան) y de Sahakanush (armenio: Սահականուշ), hija de Isaac de Armenia (san Sahak de Armenia) y descendiente de los reyes arsácidas. 
Llega a ser sparapet (comandante supremo de las fuerzas armadas) en 432 y es convocado por los persas a Ctesifonte, donde se ve obligado a convertirse al zoroastrismo. A su vuelta en 450, Vardán retomó la religión cristiana y organizó un movimiento de rebelión en Armenia contra los sasánidas. Murió durante la batalla de Avarayr, en la llanura de Avarayr en Vaspurakán. Aunque los persas obtuvieron la victoria en el campo de batalla, la feroz resistencia allanó el camino para un pacto entre persas y armenios que garantizaba la libertad religiosa para los cristianos armenios. Vardán se convirtió en una de las figuras más prominentes del mundo armenio, siendo considerado un héroe nacional.
Después de su muerte, la insurrección continuó bajo el liderazgo de Vahán Mamiconio, el hijo del hermano de Vardán, dando lugar a la restauración de la autonomía armenia sellada por el Tratado de Nvarsak de 484, garantizando así la supervivencia del estado armenio en los siglos posteriores.
Eghishe, su secretario personal, escribió la Historia de Vardán y la guerra de Armenia. El escritor y filósofo Arshag Chobanián escribió que 'Para la nación armenia, Vartán [...] es la figura más querida y más sagrada de su historia, el héroe simbólico que tipifica el espíritu nacional'. Las principales iglesias armenias llevan el nombre de San Vardán. Existen estatuas ecuestres de San Vardán, en la capital de Armenia, Ereván, y en la segunda ciudad más grande del país, Gyumrí.

### Familia
Vardán es el padre de Vardeni Mamiconio, conocida como Shushanik, nacida c. 409. Shushanik se casó con Varskén, un prominente señor feudal mihránida (pitiajsh). Cuando Varsken tomó una posición pro persa renunciando al cristianismo y adoptando el zoroastrismo, trató de obligar a su esposa Shushanik a convertirse también, pero ella se negó vehementemente a someterse y abandonar su fe cristiana, por lo que fue ejecutada en el 475 por orden de su marido. Shushanik ha sido canonizado por la Iglesia ortodoxa y apostólica de Georgia y es venerada por la Iglesia apostólica armenia como santa Shushanik. Su fiesta se celebra el 17 de octubre.

## Veneración

### Consagración como santo
Después de su muerte, Vardán Mamiconio fue consagrado como santo de la Iglesia apostólica armenia. También es venerado por la Iglesia católica armenia y por la Iglesia evangélica armenia.
Su día de conmemoración en el calendario oficial de la Iglesia armenia suele ser el mes de febrero y, en muy raras ocasiones, puede caer en la primera semana de marzo. Es un día móvil, el último jueves antes de la Gran Cuaresma. Muchas de las principales iglesias cristianas armenias llevan el nombre de San Vardán, incluida la Catedral de San Vartán en la ciudad de Nueva York. También hay un parque de St. Vartán junto a la catedral.

### Nombres
Tanto Vardán como Vartán (del persa medio: Wardā), son nombres propios comunes para los varones armenios. Su variante femenina es Vardanush o Vartanush. Vardanyán, Vardanián y Vartanián también son apellidos armenios comunes.